# Cameron Carter-Vickers
Cameron Robert Carter-Vickers (* 31. prosince 1997 Southend) je americký profesionální fotbalista, který hraje na pozici středního obránce za skotský klub Celtic FC ve skotské Scottish Premiership a za americký národní tým.